# Эль-Бирк
Эль-Бирк (араб. البرك‎) — город в Саудовской Аравии, расположенный на территории административного округа Асир. Население — 14 454 человека (2014).

## Географическое положение
Город находится в юго-западной части Саудовской Аравии, на побережье Красного моря. Абсолютная высота — 48 метров над уровнем моря.

Эль-Бирк расположен на расстоянии приблизительно 97 километров (по прямой) к западу от города Абха, административного центра округа и на расстоянии 871 километра к юго-западу от Эр-Рияда, столицы страны.

Через город проходит национальная автотрасса № 5.

## Климат
Климат города характеризуется как аридный жаркий (BWh в классификации климатов Кёппена). Уровень атмосферных осадков, выпадающих в течение года крайне низок (среднегодовое количество — 205 мм). Средняя годовая температура составляет 30,9 °C.